# تصفيات كأس العالم للرغبي 2023
تصفيات كأس العالم للرغبي لعام 2023 وهي البطولة العاشرة من كأس العالم للرغبي لعام 2023 التي تستضيفها هذه المرة فرنسا، والتي بدأت في 5 يونيو 2021، عندما هزمت بوركينا فاسو بوروندي بنتيجة 52-3 في الجولة الأولى من التصفيات الأفريقية، وستنتهي عملية التأهل في نوفمبر 2022، حيث تأهلت الفرق الثلاثة الأولى من كل من المجموعات الأربع تلقائيًا، ستتأهل ثمانية فرق أخرى من خلال المباريات الفاصلة الإقليمية وعبر الإقليمية.

## الفرق المؤهلة
|                                         | أفريقيا                                                                       | الأمريكتان                                                                    | أوروبا                                                                        | آسيا                                                                          | أوقيانوسيا                                                                    |
| --------------------------------------- | ----------------------------------------------------------------------------- | ----------------------------------------------------------------------------- | ----------------------------------------------------------------------------- | ----------------------------------------------------------------------------- | ----------------------------------------------------------------------------- |
| مؤهل تلقائيًا                            | - جنوب إفريقيا(حامل اللقب)                                                    | - الأرجنتين                                                                   | إنجلترا - فرنسا (المضيف) - أيرلندا - إيطاليا - إسكتلندا - ويلز                | - اليابان                                                                     | - أستراليا - نيوزيلندا - فيجي                                                 |
| مؤهل عن طريق البطولة الإقليمية          | - ناميبيا (أفريقيا 1)                                                         | - الأوروغواي (الأمريكتان 1) - تشيلي (الأمريكتان 2)                            | - جورجيا (أوروبا 1) - رومانيا (أوروبا 2)                                      | -                                                                             | - ساموا(أوقيانوسيا 1)                                                         |
| تأهل عن طريق مباراة آسيا والمحيط الهادئ | -                                                                             | -                                                                             | -                                                                             | تونغا (آسيا / المحيط الهادئ 1)                                                | تونغا (آسيا / المحيط الهادئ 1)                                                |
| مؤهل عن طريق بطولة التصفيات النهائية    | البرتغال / كينيا / الولايات المتحدة / هونغ كونغ (الفائز في التصفيات النهائية) | البرتغال / كينيا / الولايات المتحدة / هونغ كونغ (الفائز في التصفيات النهائية) | البرتغال / كينيا / الولايات المتحدة / هونغ كونغ (الفائز في التصفيات النهائية) | البرتغال / كينيا / الولايات المتحدة / هونغ كونغ (الفائز في التصفيات النهائية) | البرتغال / كينيا / الولايات المتحدة / هونغ كونغ (الفائز في التصفيات النهائية) |

## روابط خارجية
- موقع رسمي